# Trionymus rotundatus
Trionymus rotundatus är en insektsart som först beskrevs av James 1935.  Trionymus rotundatus ingår i släktet Trionymus och familjen ullsköldlöss.
Artens utbredningsområde är Kenya. Inga underarter finns listade i Catalogue of Life.